# Rashad Moore
Glenn Rashad Moore (Huntsville, 16 marzo 1979) è un ex giocatore di football americano statunitense che ha militato nel ruolo di defensive tackle nella National Football League (NFL).

## Carriera
Al college Moore giocò a football a Tennessee con cui vinse il campionato NCAA nel 1998. Fu scelto nel corso del sesto giro (183º assoluto) del Draft NFL 2003 dai Seattle Seahawks. Nella sua stagione da rookie disputò 14 partite, con 30 tackle e un sack. L'anno seguente disputò tutte le 16 partite della stagione regolare con 46 placcaggi e 2 sack. Fu svincolato dopo il training camp 2005. Rimase fuori dai campi di gioco per tutta la stagione dopo di che, nel 2006, militò negli Oakland Raiders e nei New York Jets. Con questi ultimi dispute 13 partite, con 10 tackle.
L'8 giugno 2007 Moore firmò con i New England Patriots. Fu svincolato dopo avere giocato tutte e quattro le gare di pre-stagione ma rifirmò il 19 novembre 2007.
Il 7 marzo 2008 Moore firmò con gli Atlanta Falcons, con cui tuttavia non scese mai in campo.

## Palmarès
- American Football Conference Championship: 1

New England Patriots: 2007